# Marcos Portugal
Marcos Portugal, eller Marco Portogallo, eller Marcos António da Assuncã (Fonseca) Simao, född 24 mars 1762 i Lissabon, död den 17 februari 1830 i Rio de Janeiro, var en portugisisk klassisk kompositör. Han studerade för João de Sousa Carvalho på Patriarkala skolan i Lissabon och han började sin karriär som operakompositör 1786 när han fick posten som maestro på Salitre-teatern. Han skrev ett antal operor till portugisiska texter och modellerade efter Cimarosa och andra italienska kompositörer. 1792 begav han sig till Italien och skrev cirka 20 operor och blev en av de ledande kompositörerna i Italien. År 1800 flyttade han dock tillbaka till Portugal och fick där sin bästa period av skapande, han blev direktör för Teatro São Carlos och mestre de capela.
Han skrev tretton italienska operor varav tio till en av den tidens största sopraner, Angelica Catalani, men hans skapande avbröts av Napoleon I:s invasion av Portugal, kungafamiljen flydde till Brasilien men Portogallo stannade kvar ett tag och var tvungen att skriva en ny opera för att ära Napoleons födelsedag 1808 vilket dock var en omarbetning av hans tidigare opera Demofoonte från 1794. 1810 åkte även han till Brasilien tillsammans med sin bror och han blev direkt utsedd till mestre de capela och blev även direktör för operan igen, de återstående åren av sitt liv ägnade han åt kyrkomusik. Portogallo brukar nuförtiden betraktas som Portugals viktigaste operakompositör.

## Operor
- Lo Spazzocamino 4 januari 1794 Teatro San Moisè Venedig
- Demofoonte 8 februari 1794 Scala Milano
- La Donna di Genio valubile 5 oktober 1796 Teatro san Moisè Venedig
- Le Donne cambiate 22 oktober 1797 Teatro San Moisè Venedig
- La pazza giornata, ovvero Il matrimonio di Figaro 26 december 1799 Teatro San Moisè Venedig
- La Semiramide 13 december 1806 King's Theatre London